# René Warcollier
René Warcollier (8 avril 1881 à Omonville-la-Rogue - 23 mai 1962 à Neuilly-sur-Seine) est un ingénieur chimiste et parapsychologue français. Président de l'Institut métapsychique international (IMI) de 1950 à 1962, il a rédigé des rapports théoriques et expérimentaux pour la Revue Métapsychique de 1926 à sa mort et publiés par cet institut.

## Ouvrages et publications
- Experiments in Telepathy (1938)
- Mind to Mind (1948)